# Große Makis

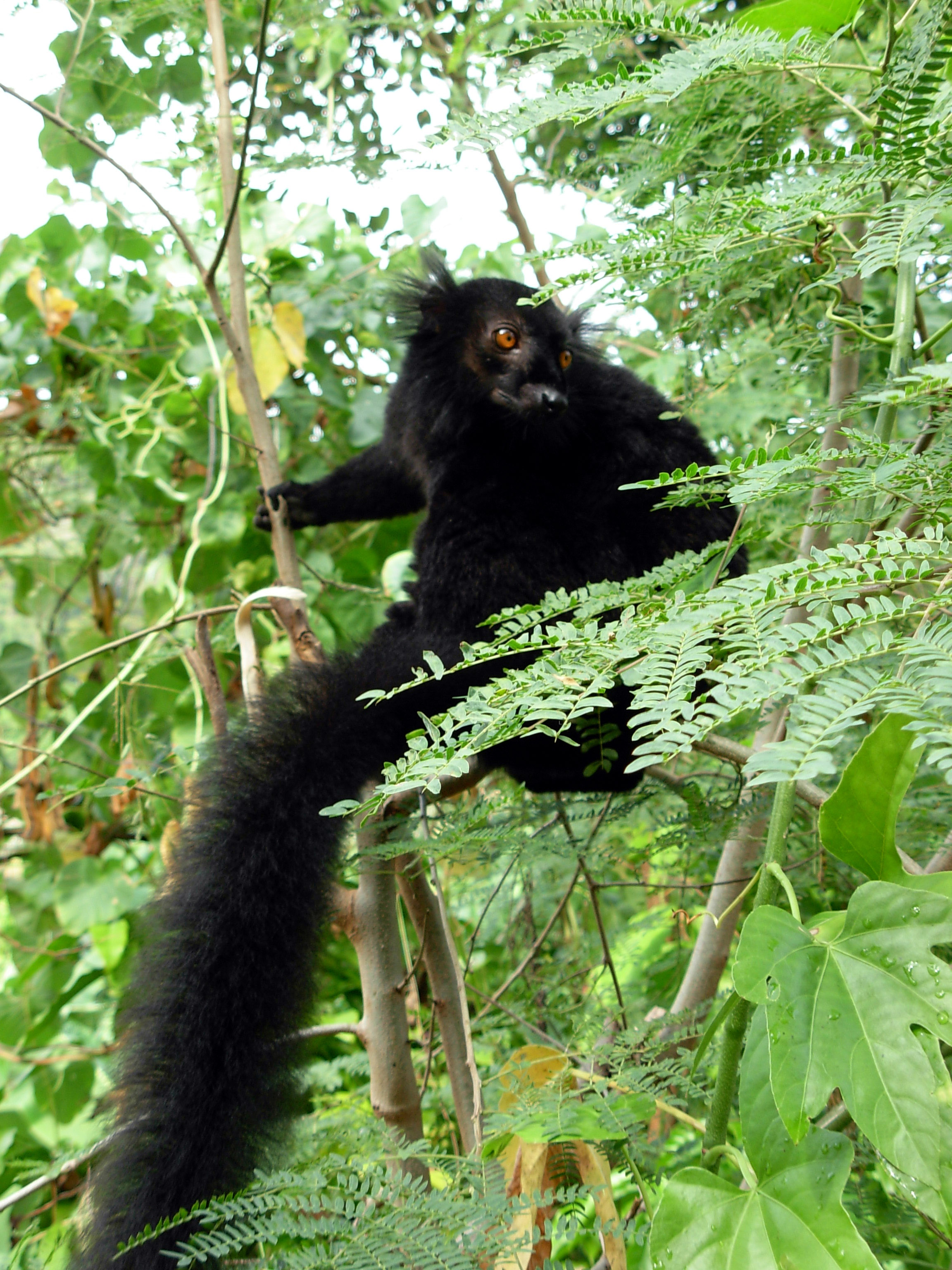
Mohrenmaki (Eulemur macaco)

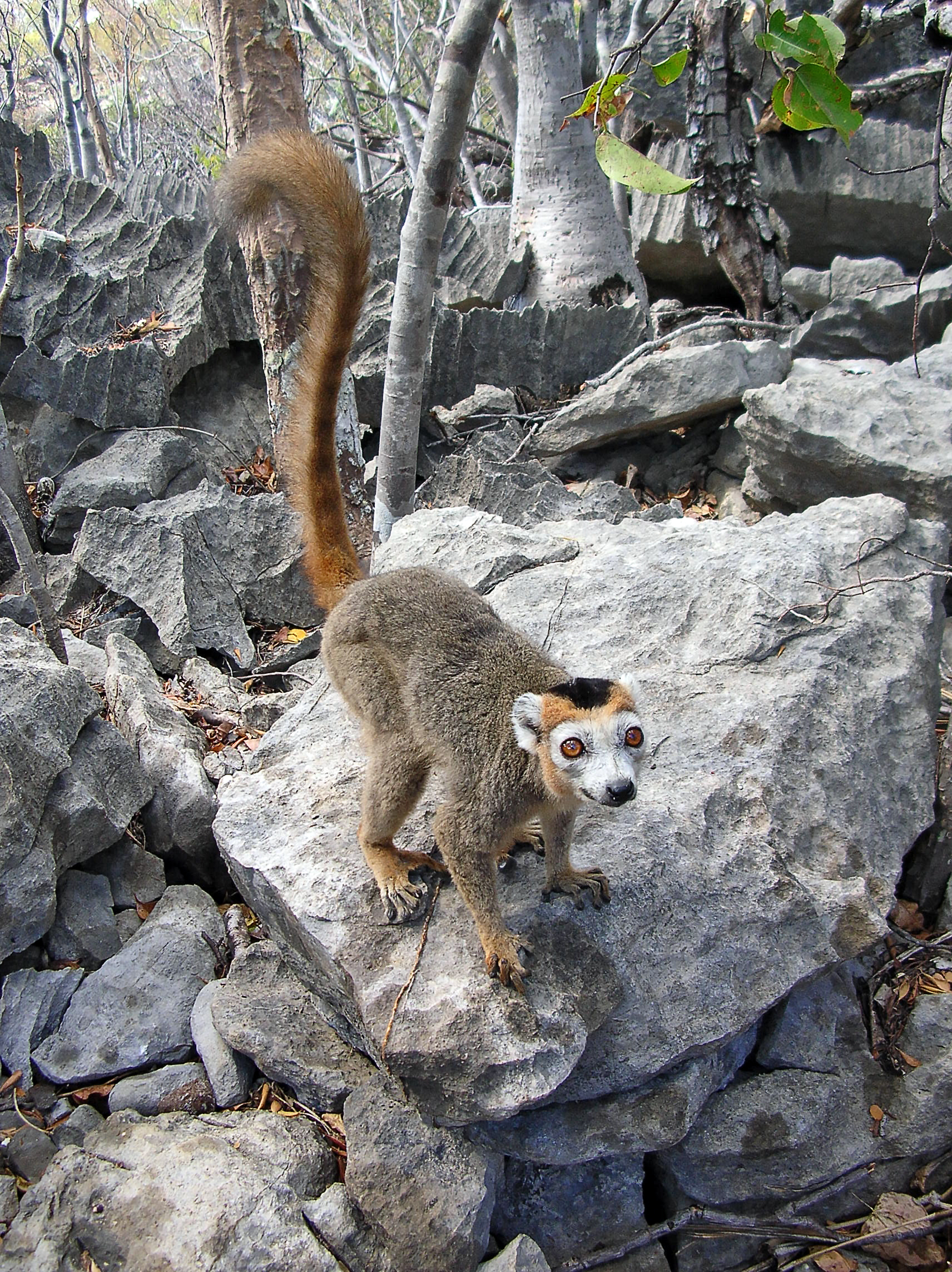
Kronenmaki (Eulemur coronatus)

Die Großen Makis (Eulemur) sind eine Primatengattung aus der Gruppe der Lemuren (Lemuriformes). Die Gattung umfasst nach heutigem Stand zwölf Arten.

## Merkmale
Große Makis erreichen eine Kopfrumpflänge von 30 bis 45 Zentimetern, hinzu kommt ein 45 bis 65 Zentimeter langer Schwanz. Das Gewicht variiert von 1 bis 3 Kilogramm. Die meisten Arten zeigen einen deutlichen Geschlechtsdichromatismus: Männchen und Weibchen sind unterschiedlich gefärbt. Das Fell ist meist bräunlich oder grau gefärbt und am Bauch heller, die Schnauze ist langgestreckt, der Kopf oft dunkel. Manchmal sind buschige Haare an den Backen oder am Kinn vorhanden. Die großen Augen sind mit Ausnahme derer des Blauaugenmakis orangegelb gefärbt.

## Verbreitung und Lebensraum
Große Makis sind auf der Insel Madagaskar beheimatet, wo sie in nahezu allen Landesteilen mit Ausnahme des zentralen unbewaldeten Hochlands vorkommen. Sie finden sich sowohl in den Trockenwäldern im Westen als auch in den Regenwäldern im Osten der Insel. Zwei Arten (der Mongozmaki und der Braune Maki) wurden darüber hinaus auf den Komoren angesiedelt.

## Lebensweise und Ernährung
Diese Primaten sind kathemeral, das heißt, sie haben oft keinen ausgeprägten Tag-Nacht-Rhythmus. Häufig hängt der Grad ihrer nächtlichen Aktivität vom Mondlicht ab, manchmal auch von der Jahreszeit. Sie halten sich zumeist auf den Bäumen auf, wo sie sich entweder auf allen vieren kletternd oder springend fortbewegen, wobei ihnen der lange Schwanz zur Balance dient.
Das Sozialverhalten ist variabel, neben Arten, die in Gruppen aus mehreren Männchen und Weibchen leben (wie dem Mohrenmaki und dem Braunen Maki) gibt es auch Arten, die in monogamen Familiengruppen leben, etwa der Mongozmaki und der Rotbauchmaki. In den Gruppen lässt sich keine Rangordnung erkennen. Sie markieren ihre Territorien mit dem Sekret ihrer Analdrüsen, das Streifgebiet kann sich jedoch großflächig mit dem anderer Gruppen überlappen.
Die Nahrung besteht vorwiegend aus pflanzlichem Material, meist Früchten und Blättern, die Zusammensetzung kann dabei nach Art, Jahreszeit und Lebensraum erheblich variieren. In kleinerem Ausmaß nehmen sie auch Kleintiere wie Insekten, Spinnen und Tausendfüßer zu sich.

## Fortpflanzung
Die Fortpflanzung der Großen Makis ist saisonal. Nach rund 125-tägiger Tragzeit bringen die Weibchen in der Zeit von August bis Oktober (kurz vor Beginn der Regenzeit) ein oder zwei Junge zur Welt. Diese klammern sich am Bauch der Mutter fest, später reiten sie auf ihrem Rücken. Nach rund fünf Monaten werden sie entwöhnt, nach rund eineinhalb Jahren geschlechtsreif.

Verbreitungsgebiete der fulvus-Gruppe:
E. albifrons
E. cinereiceps
E. collaris
E. fulvus
E. rufus
E. rufifrons
E. sanfordi

Verbreitungsgebiete der übrigen Großen Makis:
E. coronatus
E. flavifrons
E. macaco
E. mongoz
E. rubriventer

## Bedrohung
Zu den natürlichen Feinden der Großen Makis gehören die Fossa und andere Madagassische Raubtiere sowie Greifvögel. Viel stärker jedoch leiden alle Arten unter der Zerstörung ihres Lebensraumes durch Brandrodungen, Abholzungen oder den Bergbau. Hinzu kommt bei manchen Arten die Bejagung, etwa wegen ihres Fleisches. Die Populationszahlen aller Arten gehen zurück, die IUCN listet nahezu alle Arten als „gefährdet“ (vulnerable) oder „stark gefährdet“ (endangered).

## Systematik
Die Großen Makis werden in die Familie der Gewöhnlichen Makis (Lemuridae) gerechnet. Die Gattung wurde erst 1989 aufgestellt. Vorher wurden die Tiere in die gleiche Gattung wie der Katta (Lemur) eingeordnet. Trotz großer Ähnlichkeiten im Skelettbau sind sie mit diesem nicht sehr nahe verwandt.
Aufgrund der Erhebung einiger früherer Unterarten in den Rang eigenständiger Arten hat sich die Artenanzahl in den letzten Jahren deutlich erhöht. Derzeit sind 12 Arten bekannt (nach Mittermeier et al., 2008):
- fulvus-Gruppe, E. fulvus und ehemalige Unterarten
  - Brauner Maki (Eulemur fulvus)
  - Weißkopfmaki (Eulemur albifrons)
  - Weißkragenmaki (Eulemur cinereiceps, früher E. albocollaris)
  - Halsbandmaki (Eulemur collaris)
  - Roter Maki (Eulemur rufus)
  - Rotstirnmaki (Eulemur rufifrons)
  - Sanford-Maki (Eulemur sanfordi)
- Kronenmaki (Eulemur coronatus)
- Blauaugenmaki (Eulemur flavifrons)
- Mohrenmaki (Eulemur macaco)
- Mongozmaki (Eulemur mongoz)
- Rotbauchmaki (Eulemur rubriventer)